# Loznik (Zenica, BiH)
Loznik je naseljeno mjesto u gradu Zenici, Federacija Bosne i Hercegovine, BiH.

## Stanovništvo

### 1991.
Nacionalni sastav stanovništva 1991. godine, bio je sljedeći:
ukupno: 23
- Srbi - 21 (91,30%)
- ostali, neopredijeljeni i nepoznato - 2 (8,69%)

### 2013.
Prema popisu iz 2013. godine bilo je bez stanovnika.